# فركتوز
الْفُرُكْتُوز أو سُكَّرُ الْفَاكِهَة هو أحادي السكاريد الكيتون البسيط الموجود في العديد من النباتات، حيث يرتبط غالبًا بالجلوكوز لتكوين سكروز ثنائي السكاريد. إنه أحد السكريات الأحادية الغذائية الثلاثة، جنبًا إلى جنب مع الجلوكوز والجالكتوز، التي تُمتص مباشرة في الدم أثناء الهضم. اكتشف الكيميائي الفرنسي أوغستين بيير دوبرنفاوت الفركتوز في عام 1847. صاغ الكيميائي الإنجليزي ويليام ألين ميلر اسم «الفركتوز» في عام 1857. الفركتوز الجاف النقي هو مادة صلبة بلورية حلوة، بيضاء، عديمة الرائحة، وأكثرها قابلية للذوبان في الماء بين جميع السكريات يوجد الفركتوز في العسل وفاكهة الأشجار والكروم والزهور والتوت ومعظم الخضروات الجذرية.
تجاريا، يُشتق الفركتوز من قصب السكر، وبنجر السكر، والذرة. شراب الذرة عالي الفركتوز هو مزيج من الجلوكوز والفركتوز على شكل سكريات أحادية. السكروز مركب به جزيء جلوكوز مرتبط تساهميًا بجزيء واحد من الفركتوز. عادة ما تضاف جميع أشكال الفركتوز، بما في ذلك الفواكه والعصائر، إلى الأطعمة والمشروبات للاستساغة وتحسين الطعم، ولتحمير بعض الأطعمة، مثل المخبوزات. يُنتج نحو 240 ألف طن من الفركتوز البلوري سنويًا.
قد يساهم الاستهلاك المفرط للفركتوز (خاصةً من المشروبات المحلاة بالسكر) في مقاومة الأنسولين والسمنة وارتفاع نسبة الكوليسترول الضار والدهون الثلاثية، مما يؤدي إلى متلازمة التمثيل الغذائي. ذكرت هيئة سلامة الغذاء الأوروبية أن الفركتوز قد يكون مفضلًا على السكروز والجلوكوز في الأطعمة والمشروبات المحلاة بالسكر بسبب تأثيره المنخفض على مستويات السكر في الدم بعد الأكل، مع ملاحظة الجانب السلبي المحتمل أن «تناول كميات كبيرة من الفركتوز قد يؤدي إلى مضاعفات أيضية. مثل عسر شحميات الدم ومقاومة الأنسولين وزيادة السمنة الحشوية». عارضت اللجنة الاستشارية العلمية للتغذية في المملكة المتحدة في عام 2015 مزاعم الفركتوز المسببة لاضطرابات التمثيل الغذائي، مشيرة إلى أنه «لا توجد أدلة كافية لإثبات أن تناول الفركتوز، عند المستويات المستهلكة في النظام الغذائي العادي في المملكة المتحدة، يؤدي إلى نتائج صحية ضارة بغض النظر عن أي آثار ذات صلة. لوجودها كمكون من مكونات السكريات الكلية والحرة».

alpha-D-Fructose
beta-D-Fructose
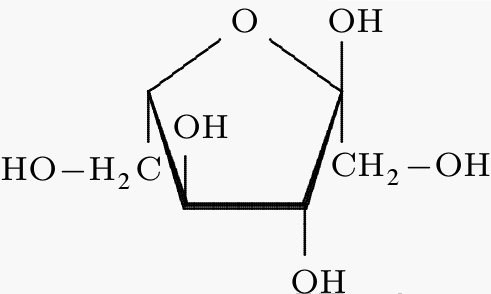
alpha-L-Fructose
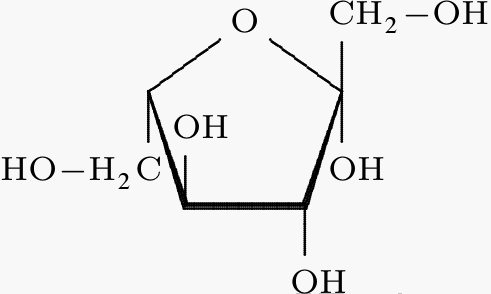
beta-L-Fructose

## تلخيص
الفركتوز هو السكر الذي يتكون داخل كل أنواع الفواكه تقريباً وبعض الخضروات. ودرجة تحليته ضعف درجة السكروز أو سكر القصب، ويستخدم في تحلية الحلويات والمربيات والجيلي والمشروبات الخفيفة والعصائر، كما أنه مصدر حلاوة العسل، ويعطي المذاق نفسه الذي يعطيه السكروز، ولكن الفركتوز أقل من السكروز في إنتاج السعرات الحرارية؛ ولذلك يستخدم في تحلية أطعمة النظام المستخدم لإنقاص الوزن. والفركتوز هو الذي يعطي الآيس كريم والحلوى الملمس الناعم، كما أنه يمتص الرطوبة بسهولة فيساعد على أن تكون المخبوزات طازجة فلا يتغير طعمها بمرور الوقت. ولأغراض التجارة، ينتج الفركتوز على هيئة سائل أو بودرة أو أقراص. ويستخدم صانعو الأطعمة الفركتوز المستخرج من الذرة، بصفة أساسية، وفي صورة شراب.
وجوده بجسم الحيوان:
يوجد في الأماكن التالية:
1- في السائل المنوي.
2- في دم أجنة الحيوانات المجترة.
3- قد يوجد نادراً في البول وإن وجد يكون بسبب عيب في التمثيل الغذائي للكبد، ومن تفاعلاته:
أنه يتفاعل كالكحول مع الأحماض مثل حمض الفوسفوريك H3PO4 لتكوين استرات الأحماض وهذا الإستر هو مركب وسيط في عملية التمثيل الغذائي للكربوهيدرات وينتج مركبات مثل فركتوز 1 فوسفات، فركتوز 6 فوسفات، فركتوز 1,6 فوسفات.
إن عصائر التفاح والإجاص تحتوي على نسبة عالية من الفروكتوز ممّا قد يسبّب الإسهال عند الأطفال. إن الخلايا التي تحيط الأمعاء عند الأطفال لديها قدرة أقل لامتصاص الفركتوز من الجلوكوز أو السوكروز. إن الفروكتوز غير الممتصّ يخلّق أسموزيّة أعلى في الأمعاء مما يزيد من توجّه المياه داخل السبيل الهضمي وذلك يؤدي إلى الإسهال التناضجي.

### محتوى الكربوهيدرات في المحليات التجارية (النسبة المئوية على أساس جاف)

الشكل 3: الاستهلاك المعدل للسكر المكرر للفرد في الولايات المتحدة

## هضم وامتصاص الفركتوز عند الإنسان

الشكل 4: التحلل المائي للسكروز إلى الجلوكوز والفركتوز بالسكراز

الشكل 5: بروتينات نقل السكر المعوي

### تخليق الجليكوجين من فوسفات ثنائي هيدروكسي الأسيتون وغليسرالدهيد 3-فوسفات

الشكل 6: التحويل الأيضي للفركتوز إلى الجليكوجين في الكبد

### تخليق الدهون الثلاثية من وفوسفات ثنائي هيدروكسي الأسيتون وغليسرالدهيد 3-فوسفات

الشكل 7: التحويل الأيضي للفركتوز إلى الدهون الثلاثية في الكبد

## علم أصول الكلمات
تمت صياغة كلمة «فركتوز» في عام 1857 من اللاتينية فركتوس والتي تعني الفاكهة واللاحقة الكيميائية العامة للسكريات "-ose". ويسمى أيضًا سكر الفاكهة وليفولوز.

## الخواص الكيميائية
الفركتوز هو 6-كربون بولي هيدروكسي كيتون. يعتمد الفركتوز البلوري على بنية دورية مكونة من ستة أعضاء، تسمى β-d فركتوبيرانوز، بسبب ثبات هيميكيتال والترابط الهيدروجينى الداخلي. في المحلول، يوجد الفركتوز كمزيج توازن من β-d فركتو بيرانوز، β-d -فراكتوفورانوز، α-d فركتوفورانوز، ألفا-d فركتوبيرانوز وكيتو -d -مشدات الفركتوز.
توزيعd توتومرات الفركتوز في المحلول مرتبطة بعدة متغيرات، مثل المذيب ودرجة الحرارة.d فركتوبيرانوز وd -الفركتوفورانوز في الماء عدة مرات بما يقرب من 70% فركتوبيرانوز و 22% فركتوفورانوز.

### تفاعلات

#### الفركتوز والتخمير
قد يُخمر الفركتوز اللاهوائي بالخميرة أو البكتيريا. تقوم إنزيمات الخميرة بتحويل السكر (الجلوكوز أو الفركتوز) إلى إيثانول وثاني أكسيد الكربون. سيبقى ثاني أكسيد الكربون المنطلق أثناء التخمير مذابًا في الماء، حيث سيصل إلى التوازن مع حمض الكربونيك، ما لم تُترك غرفة التخمير مفتوحة للهواء. ينتج ثاني أكسيد الكربون المذاب وحمض الكربونيك الكربنة في المشروبات المخمرة المعبأة.

#### تفاعل الفركتوز وميلارد
يخضع الفركتوز لتفاعل ميلارد، لون بني غير إنزيمي، مع الأحماض الأمينية. نظرًا لوجود الفركتوز بدرجة أكبر في شكل السلسلة المفتوحة أكثر من الجلوكوز، فإن المراحل الأولية من تفاعل ميلارد تحدث بسرعة أكبر من الجلوكوز. لذلك، فإن الفركتوز لديه القدرة على المساهمة في التغييرات في استساغة الطعام، بالإضافة إلى التأثيرات الغذائية الأخرى، مثل الإفراط في اللون البني، وتقليل الحجم والحنان أثناء تحضير الكعكة، وتشكيل المركبات المطفرة.

#### تجفيف
يذوب الفركتوز بسهولة ليعطي هيدروكسي ميثيل فورفورال ("HMF"). قد تصبح هذه العملية، في المستقبل، جزءًا من نظام منخفض التكلفة ومحايد للكربون لإنتاج بدائل للبنزين والديزل من المحطات.

## الخصائص الفيزيائية والوظيفية

### حلاوة الفركتوز
السبب الرئيسي لاستخدام الفركتوز تجاريًا في الأطعمة والمشروبات، إلى جانب تكلفته المنخفضة، هو حلاوته النسبية العالية. إنه أحلى من جميع الكربوهيدرات التي تحدث طبيعيًا. أُبلغ عن الحلاوة النسبية للفركتوز في حدود 1.2-1.8 مرة من السكروز. ومع ذلك، فإن الشكل الدائري المكون من 6 ذرات من الفركتوز هو الأكثر حلاوة. شكل الحلقة المكونة من 5 أعضاء يشبه طعم سكر المائدة المعتاد. يؤدي تسخين الفركتوز إلى تكوين الحلقة المكونة من 5 حلقات. لذلك، تقل الحلاوة النسبية مع زيادة درجة الحرارة. ومع ذلك فقد لوحظ أن حلاوة الفركتوز المطلقة متطابقة عند 5 درجة مئوية مثل 50 درجة مئوية وبالتالي فإن الحلاوة النسبية للسكروز لا ترجع إلى التوزيع الشاذ ولكن انخفاض في حلاوة السكروز المطلقة عند درجات حرارة منخفضة.
يُنظر إلى حلاوة الفركتوز في وقت أبكر من حلاوة السكروز أو الجلوكوز، ويصل الإحساس بالطعم إلى ذروته (أعلى من حلاوة السكروز) ويقل بسرعة أكبر من حلاوة السكروز. يمكن أن يعزز الفركتوز أيضًا النكهات الأخرى في النظام.
يظهر الفركتوز تأثير حلاوة عند استخدامه مع المحليات الأخرى. يُنظر إلى الحلاوة النسبية للفركتوز الممزوج بالسكروز أو الأسبارتام أو السكرين على أنها أكبر من الحلاوة المحسوبة من المكونات الفردية.

### ذوبان الفركتوز وتبلوره
يحتوي الفركتوز على نسبة ذوبان أعلى في الماء من السكريات الأخرى، بالإضافة إلى كحول السكر الأخرى لذلك، يصعب بلورة الفركتوز من محلول مائي. تعتبر خلطات السكر التي تحتوي على الفركتوز، مثل الحلوى، أكثر نعومة من تلك التي تحتوي على سكريات أخرى بسبب قابلية ذوبان الفركتوز أكثر.

### استرطابية الفركتوز والرطوبة
يعد الفركتوز أسرع في امتصاص الرطوبة وإطلاقه في البيئة إطلاقًا أبطأ من السكروز أو الجلوكوز أو المحليات المغذية الأخرى. يعتبر الفركتوز مرطبًا ممتازًا ويحتفظ بالرطوبة لفترة طويلة من الوقت حتى في حالة الرطوبة النسبية المنخفضة (RH). لذلك، يمكن أن يساهم الفركتوز في ملمس أكثر استساغة، وفترة صلاحية أطول للمنتجات الغذائية التي يستخدم فيها.

### نقطة التجمد
الفركتوز له تأثير أكبر على تثبيط نقطة التجمد من السكريات الثنائية أو السكريات القليلة، والتي قد تحمي سلامة جدران خلايا الفاكهة بالحد من تكوين بلورات الثلج. ومع ذلك، قد تكون هذه الخاصية غير مرغوب فيها في حلويات الألبان الخفيفة أو المجمدة.

### وظائف الفركتوزوالنشافي النظم الغذائية
يزيد الفركتوز من لزوجة النشا بسرعة أكبر ويحقق لزوجة نهائية أعلى من السكروز لأن الفركتوز يخفض درجة الحرارة المطلوبة أثناء جلتنة النشا، مما يتسبب في زيادة اللزوجة النهائية.
على الرغم من أن بعض المحليات الصناعية ليست مناسبة للخبز المنزلي، إلا أن العديد من الوصفات التقليدية تستخدم الفركتوز.